# Jehan Lagadeuc
Jehan Lagadeuc, ou Lagadec, prêtre breton du diocèse de Tréguier au XVe siècle est l'auteur du Catholicon, dictionnaire breton, franczoys et latin : il constitue à la fois le premier dictionnaire breton, le premier dictionnaire français, et le premier dictionnaire trilingue. Sa rédaction fut achevée le 16 août 1464. La première impression est réalisée à Tréguier en 1499 par Jehan Calvez. Le manuscrit est conservé à la Bibliothèque nationale.
Jehan Lagadeuc est né au manoir de Mézedern situé au sud du bourg de Plougonven (Ploégonven).

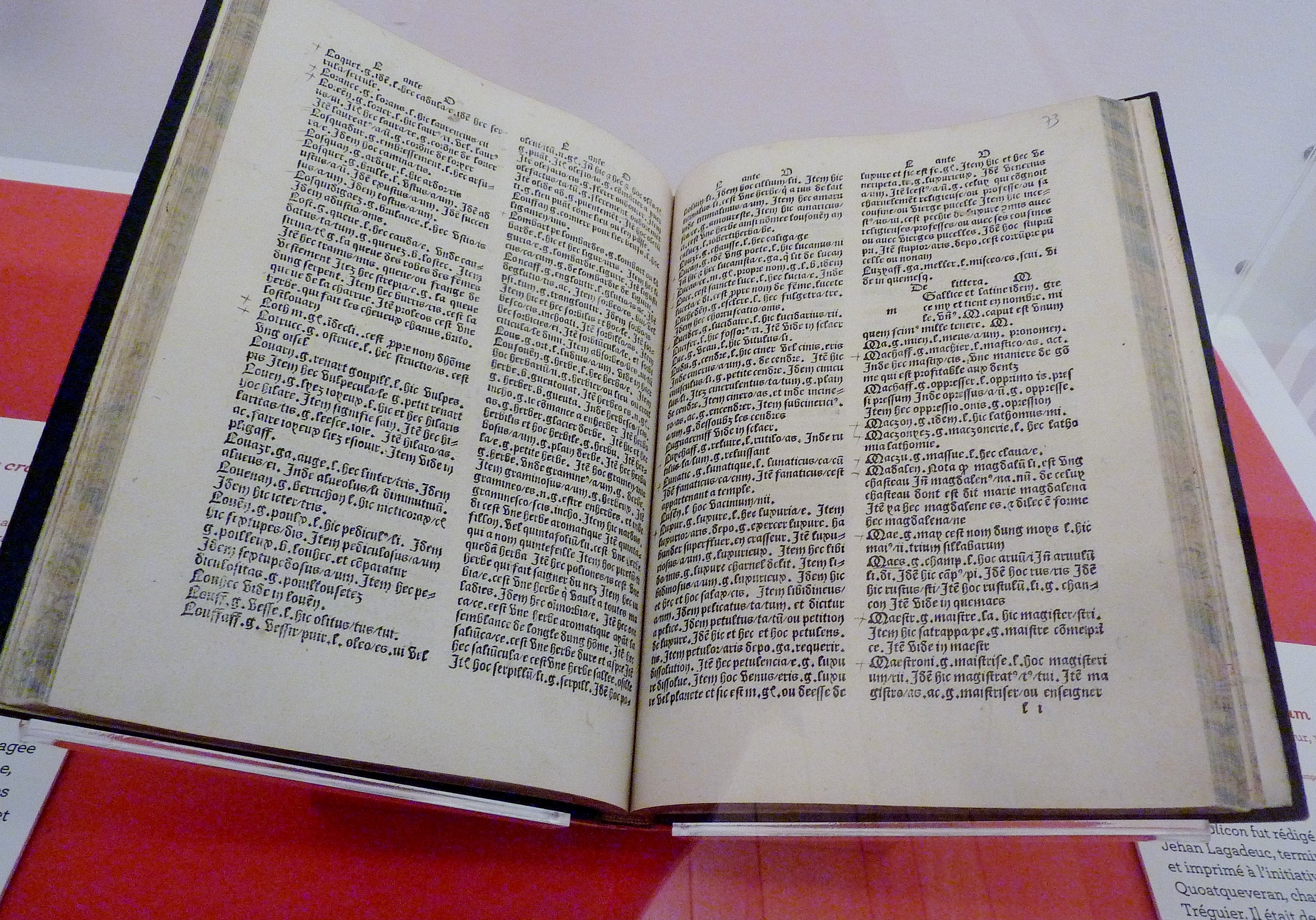
Jehan Lagadeuc : pages du Catholicon